# Anguilla (genre)
Anguillidae (famille monotypique)
Pour les articles homonymes, voir Anguilla (homonymie).
Famille
Genre
Les anguilles d'eau douce ou anguillidés (Anguillidae) forment une famille monotypique de poissons serpentiformes contenant  uniquement le genre Anguilla.  Leurs nageoires caudales, anales et dorsales sont continues. L'anguille d'eau douce est l'un des rares poissons à se reproduire dans l'océan et à passer sa vie d'adulte dans les lacs, cours d'eau et estuaires - un cycle de vie appelé catadromie. Les organes sexuels des anguilles d'eau douce ne se gonflent d'œufs et de spermatozoïdes qu'une fois que les adultes ont quitté les rivières pour gagner leurs aires de reproduction dans l'océan.

## Espèces du genre
- Anguilla anguilla (Linnaeus, 1758)
- Anguilla australis Richardson, 1841
- Anguilla bengalensis (Gray, 1831)
- Anguilla bicolor McClelland, 1844
- Anguilla borneensis Popta, 1924
- Anguilla breviceps Chu et Jin in Chu, 1984
- Anguilla celebesensis Kaup, 1856
- Anguilla dieffenbachii Gray, 1842
- Anguilla interioris Whitley, 1938
- Anguilla japonica Temminck et Schlegel, 1846
- Anguilla malgumora Kaup, 1856
- Anguilla marmorata Quoy et Gaimard, 1824
- Anguilla megastoma Kaup, 1856
- Anguilla mossambica (Peters, 1852)
- Anguilla nebulosa McClelland, 1844
- Anguilla nigricans Chu et Wu in Chu, 1984
- Anguilla obscura Günther, 1872
- Anguilla reinhardtii Steindachner, 1867
- Anguilla rostrata (Lesueur, 1817)